# Château de Vaux-sous-Targe
Le château de Vaux-sous-Targe est situé sur la commune de Péronne en Saône-et-Loire, en fond de vallée.
Le château proprement dit fait l’objet d’un classement au titre des monuments historiques depuis juillet 2000 alors que certains bâtiments annexes (cellier, pigeonnier, dépendances, parc, étang) sont inscrits depuis le 22 février 2000.

## Historique
- fin XVe siècle : la famille de Mincé possède une forteresse médiévale, flanquée de tours rondes et cernée de douves
- 1651 : par mariage, la seigneurie passe à Jacques de La Fage
- 1809 : mort de Victor Amédée de La Fage, marquis de Saint-Huruge
- début du XIXe siècle : Jean-Raphaël Loustaneau, armateur basque qui avait épousé une lyonnaise, acquiert le bien ; la forteresse est alors rasée, bien qu'étant encore en assez bon état
- 1830 : un nouveau château est construit à l'emplacement de la forteresse
- époque contemporaine : le domaine appartient aux descendants des héritières du constructeur

## Description
La construction comprend un bâtiment de plan en H couvert de toits plats et formé d'un corps central et de deux ailes en retour d'équerre sur les deux façades principales. La façade sud du corps central est précédée, au rez-de-chaussée, d'une galerie de sept arcades en plein cintre qui relie les deux ailes et supporte une terrasse bordée d'une balustrade. L'arcade centrale, plus large et soulignée par des pilastres, dessert la porte d'entrée. Des entablements horizontaux surmontent les linteaux des fenêtres du premier étage qu'une corniche sépare du second étage. Les ailes sont couronnées de frontons, le corps central d'une balustrade. Des pilastres corniers soulignent les angles. Au nord, une galerie sur colonnes règne au second étage.
Le château, dont l'architecte n'est pas connu, a été décoré par des peintres italiens. Dans les appartements, subsistent de beaux papiers peints panoramiques et un mobilier de style Restauration.
Des communs s'étendent à l'est.
Les douves de la forteresse initiale, qui avaient été conservées lors de la seconde construction, ont été ultérieurement asséchées et transformées en jardins.
Le château est une propriété privée et ne se visite pas.

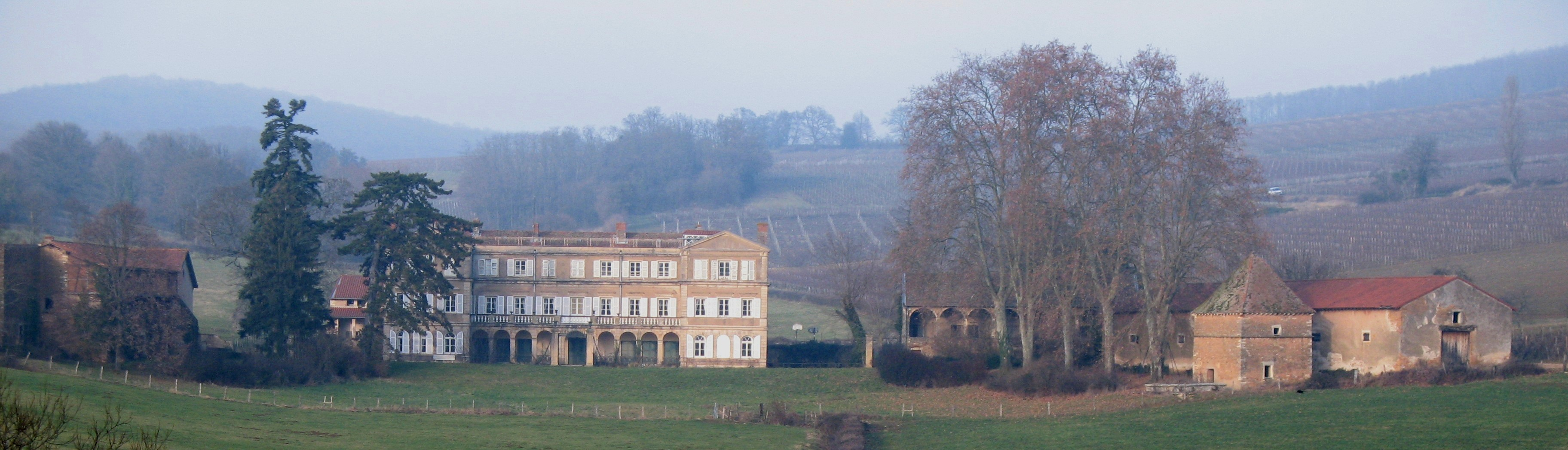
Château de Vaux-sous-Targe - Vue générale

## Bibliographie

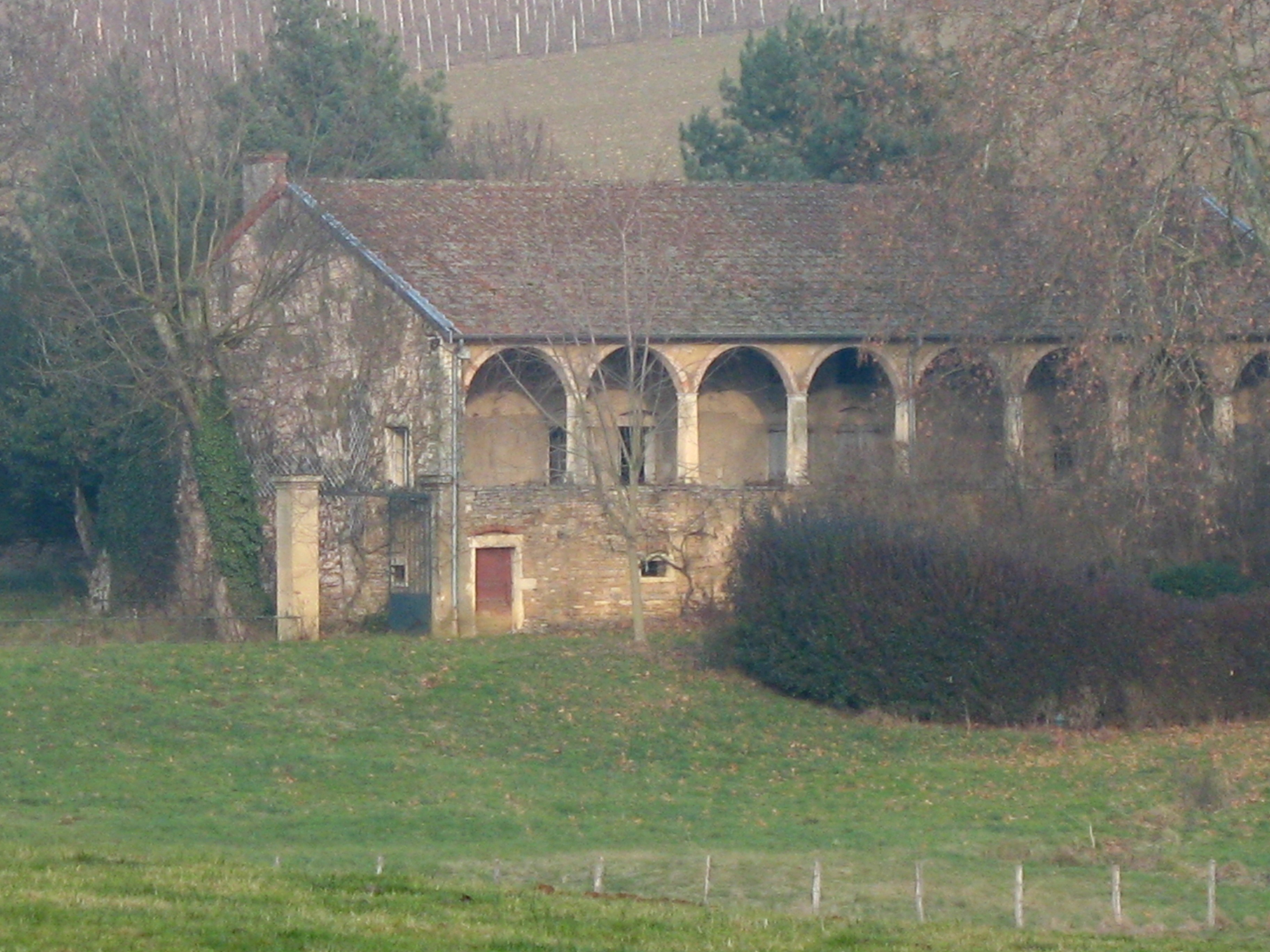
Vaux-sous-Targe - Les communs